# Jamanota
Jamanota, Sero Jamanota – najwyższe wzniesienie Aruby – holenderskiego terytorium autonomicznego na Karaibach. Jego wysokość wynosi 188 metrów n.p.m. Położone w środkowej części wyspy, na terenie Parku Narodowego Arikok.